# モモ子シリーズ
モモ子シリーズは、1982年から1997年にかけてTBS単独で制作され、TBS系で放送された単発テレビドラマのシリーズ。主演は竹下景子。

## 概要
全シリーズ共通の脚本は市川森一が手掛け、演出は堀川とんこうが担当した。「やらないよなあ」と2人で語った、当時「お嫁さんにしたい女優No.1」と言われた竹下が主人公のソープランド嬢を演じて、話題になった。面白い企画を毎回盛り込み、視聴率もいい線を行き、それでいて社会性もあり、際どい話なのにもかかわらず数々の受賞にも輝いた。
共演者には、蟹江敬三・小野武彦の他、佐藤慶・柄本明・根岸季衣・橋爪功・平泉成もそれぞれ別々の役で複数回出演している。
2002年、TBSチャンネルで市川・竹下・堀川が出演した特別番組『特別対談「モモ子を語る」』（全5話）が放送された。
2006年7月15日に第15回名作の舞台裏シリーズとして、竹下・小野・市川・堀川が登壇し、第1作「十二年間の嘘」にスポットを当てた放送ライブラリー主催の公開セミナーが開催されている。
第3作は「ソープランド」に改称した直後の放送であり、冒頭にトルコ風呂の看板を付け替えるシーンがある。
現時点で映像ソフト化された事はないが、CS等の再放送の他、有料動画配信サービスのU-NEXTで視聴が可能。

## キャスト
モモ子
演 - 竹下景子

### ゲスト
第1作「十二年間の嘘 〜乳と蜜の流れる地よ〜」（1982年）
- 岩崎加根子、蟹江敬三、根岸季衣、大門正明、小野武彦、坂口芳貞、堀越大史、林優枝、斉藤優一、浜田寅彦、林昭夫、加地健太郎、菊地かおり、久慈まゆり、佐藤慶

第2作「聖母モモ子の受難」（1983年）
- 柄本明、根岸季衣、蟹江敬三、橋爪功、代田鑑之、広田玲央名、小野武彦、角野卓造、平泉征、錆堂連、青山哲也、金田明男、大村一郎、山口真司、篠原大作、猪熊恒和、矢野泰子、田中智子、ケーシー高峰、初井言榮

第3作「スキャンダル黙示録」前編（1985年）
- 柄本明、柳沢慎吾、五代高之、小野武彦、萩原流行、角替和枝、丸山持久、野村須磨子、山崎勢津子、遠藤慎子、有賀ひろみ、佐々木雄二、小金井宣夫、小倉馨、鈴木昭夫、根岸季衣、鈴木光枝、今関泉、中田智子、山口真由美、関根孝彦、渡辺朋子、吉川信、長谷川真由美、高梨安代、森田久男、山下龍二郎、酒向弘之、永田正也、松宮一彦、牧嶋博子、江戸かおり、東千恵、高岡健二、蟹江敬三

第3作「スキャンダル黙示録」後編（1985年）
- 高岡健二、柳沢慎吾、五代高之、柄本明、橋爪功、蟹江敬三、鈴木光枝、小野武彦、木野花、角替和枝、丸山持久、大矢兼臣、森篤夫、広森信吾、野川ひとみ、あたりとしお、高橋信子、長谷川真由美、高梨安代、東千恵、根岸季衣、佐藤慶

第4作「グッバイ・ソープガール」（1986年）
- かとうかずこ、大和田獏、本間優二、戸川暁子、田村元治、此島愛子、有田麻里、東美江、柏木隆太、谷田川さほ、小野武彦、花房徹、轟二郎、土屋淳之、古山忠良、米郁男、岡田俊博、大橋正幸、岩瀬由加子、元松功子、三浦浩一、蟹江敬三、佐藤慶

第5作「サザエ・ロード巡礼」（1987年）
- 三浦浩一、上杉祥三、段田安則、佐戸井けん太、羽場裕一、上田信良、門間利夫、石井洋祐、杉田秀之、浜野正幸、山下容里枝、松浦佐知子、竹下明子、円城寺あや、川俣しのぶ、アパッチけん、有馬昌彦、坂口芳貞、磯村千花子、松本明子、武田有造、沢海陽子、結城一穂、古山忠良、恒松敦巳、大橋正幸、峰三太、三原聡、竹本純平、佐々木章夫、岩井泉、寺島進、小野武彦、橋爪功、根岸季衣、蟹江敬三

第6作「芸者モモ子の復活」（1989年）
- 平田満、石野陽子、大森暁美、小野武彦、増田葉子、川村一代、秋月喜久枝、青柳喜伊子、五月晴子、桑原麻樹、藤田啓而、プロフェッサーSAKOH、根岸季衣、蟹江敬三、加賀谷純一、水橋和夫、フランク ケリー、小川里永子、長谷川里佳、橋本るり子、星野香織、木野しのぶ、吉田葉子、斎藤乃里子、三村里奈、長谷川悦子、橋爪功、佐藤慶、大橋巨泉（友情出演）、北野大（友情出演）、井森美幸（友情出演）、はらたいら（友情出演）、小池達子（友情出演）

第7作「モモ子の罪と罰 〜恋追いかけて信州路〜」（1990年）
- 風間トオル、原知佐子、平泉成、小野武彦、神田正夫、内山森彦、高橋豊、野村信次、林美智子、蟹江敬三、秋月喜久枝、高柳葉子、渡辺みゆき、菅原一行、橋爪功、佐藤慶

第8作「最後の審判」（1997年）
- 柄本明、小野武彦、根岸季衣、岡本麗、関根信行、梅垣義明、水木薫、高杉哲平、橋本菊子、神田時枝、磯村千花子、村上幹夫、川俣しのぶ、津久井啓太、角田よしこ、袴田真由美、かないまりこ、佐藤慶、木村翠、戸沢佑介、名取幸政、高橋ひろ子、赤屋板明、入江純、澤口夏奈子、山崎健二、中平良夫、奥山慶、都はるみ（友情出演）、蟹江敬三、橋爪功

## スタッフ
- 脚本[注釈 2] - 市川森一
- 音楽 - ピッグバッグ（第1作）、平野融（第1作・第2作）、羽田健太郎（第3作）、小六禮次郎（第4作 - 第7作）、MANHATTAN J.Q.「MOANIN' BLUES IN B FLAT FIVE SPOT AFTER DARK BLUES MARCH」（第8作）、ART BLAKEY & THE ALL STAR J.M.「I REMEMBER CLIFFORD BLUES MARCH」（第8作）
- エンディングテーマ - 中森明菜「リ・フ・レ・イ・ン」（第3作）
- 方言指導 - 大方斐紗子（第1作）、平林尚三（第3作）
- 整体模写指導 - あたりとしお（第3作）
- 振り付[注釈 3] - 松浦紗代子（第3作）、松浦登糸子（第3作）、藤間豊枝（第6作）
- 擬闘[注釈 4] - 國井正廣（第5作・第8作）、オフィス國井&悪童児（第6作）、高橋レーシング（第6作）、黒木プロ（第6作）
- クイズダービー構成 - 菅谷健一（第6作）
- 三味線指導 - 杵屋和悦（第6作）
- 技術 - 梅津義文（第1作）、名佐原昭雄（第2作・第3作）、宮原博（第4作）、太田博（第5作）、安藤健治（第6作）、山本博俊（第7作・第8作）
- 撮影[注釈 5] - 名佐原昭雄（第1作）、小南朗（第2作・第6作）、山本博俊（第3作）、太田博（第4作）、佐藤賢二郎（第5作）、高田裕（第7作）、山口泰博（第8作）
- 映像[注釈 6] - 豊中俊榮（第1作・第2作）、林泰雄（第3作）、浅利敏夫（第4作）、高林篤治（第5作）、野々村直（第6作）、多嘉良勲（第7作）、古市修文（第8作）
- 照明 - 青木武夫（第1作・第2作・第5作）、板垣賢三（第3作）、伊藤博介（第4作）、久保田芳實（第6作・第8作）、恩田守正（第7作）、加藤久雄（第8作）
- 音声 - 白川善隆（第1作・第6作）、大友武士（第2作）、中島実（第3作）、中嶋典之（第4作）、八木沢正（第5作）、石川日出雄（第7作）、矢沢明夫（第8作）
- 音響[注釈 7] - 若林宏夫（第1作）、大鐘信慶（第2作・第3作前編・第5作）、西村喜雄（第3作後編・第4作・第6作・第8作）、鳥水哲也（第7作）
- 編集[注釈 8] - 高松博（第1作 - 第5作）、矢島和男（第1作）、梅田賢二（第2作）、小林成年（第6作）、鈴木園子（第7作）、七條健司（第8作）
- 美術[注釈 9] - 竹内誠二（第1作・第3作 - 第5作）、宮沢利昭（第2作・第8作）、桜井鉄夫（第6作）、椎葉禎介（第7作）
- 美術制作 - 小泉好文（第1作 - 第3作）、橋本孝（第4作）、石本富雄（第5作・第6作）、丸山俊史（第7作）、安元孝展（第8作）、平野裟一（第8作）
- 装置 - 三木憲一（第8作）
- 装飾 - 臼田義和（第6作）、中川昌平（第7作・第8作）
- 衣裳[注釈 10] - 斉藤和生（第1作）、栗原正次（第2作・第4作）、相川直三（第3作）、斉藤秀彦（第5作）、武内修（第6作・第8作）、片山信雄（第7作）、山岸幸彦（第8作）
- メイク - 内山稲穂子（第1作・第3作・第4作）、佐藤チエ（第2作）、遠藤節子（第5作）、内田優子（第6作）、上野洋子（第7作）、宮本真由美（第8作）、久冨木知美（第8作）
- 床山 - 細野かつら（第6作）
- 小道具 - 蒲原一正（第1作）、若松孝市（第2作）、中川昌平（第3作・第4作）、西村義隆（第5作）
- 持道具 - 浜崎孝（第5作）、荒木邦世（第6作・第7作）、佐藤満（第8作）
- 建具 - 宇野景治郎（第8作）
- 植木 - 宍戸康文（第8作）
- 番組宣伝 - 伊藤良（第8作）
- スチール - 渡辺富雄（第8作）
- タイトル - 篠原栄太（第1作 - 第4作）
- 協力 - 緑山スタジオ・シティ（第3作 - 第8作）、東通（第7作・第8作）
- ロケーション担当 - 千綿英久（第8作）
- 制作補 - 中川善晴（第1作 - 第5作）、八鍬敏正（第5作）、壁谷悌之（第6作）、島崎敏樹（第6作）、金子義雄（第7作）
- 制作進行 - 関本浩秀（第7作）
- 演出補 - 中野昌宏（第1作・第3作 - 第5作）、山津俊一（第1作・第2作）、桐ヶ谷嘉久（第1作）、大橋篤雄（第1作）、高木郁夫（第2作）、加藤浩丈（第3作）、杉山登（第4作・第5作）、藤木靖之（第6作）、畠山典久（第6作）、藤原敬太（第7作）、村石健一（第7作）、竹内秀男（第8作）、鎌田敏明（第8作）、近藤一彦（第8作）
- アシスタント・プロデューサー - 遠藤正人（第8作）
- 記録[注釈 11] - 望月よね子（第1作・第8作）、木下真理子（第2作）、志村美恵子（第3作）、小倉千加子（第4作）、大蔵堯子（第5作）、鈴木一美（第6作）、大下内惠子（第7作）
- 制作 - 堀川とんこう（第4作・第5作）、和田旭（第4作・第5作）、竹之下寛次（第6作）、近藤邦勝（第7作）
- プロデューサー - 堀川とんこう（第1作 - 第3作・第6作・第7作）、中川善晴（第8作）
- 演出 - 堀川とんこう
- 製作著作 - TBS

## 放送日程
| 話数 | 放送日         | サブタイトル                          | 脚本     | 演出         | 視聴率 |
| ---- | -------------- | ------------------------------------- | -------- | ------------ | ------ |
| 1    | 1982年11月13日 | 十二年間の嘘 〜乳と蜜の流れる地よ〜   | 市川森一 | 堀川とんこう | 27.6%  |
| 2    | 1983年9月24日  | 聖母モモ子の受難                      | 市川森一 | 堀川とんこう | 24.6%  |
| 3    | 1985年1月30日  | スキャンダル黙示録                    | 市川森一 | 堀川とんこう | 13.6%  |
| 3    | 1985年2月6日   | スキャンダル黙示録                    | 市川森一 | 堀川とんこう | 12.2%  |
| 4    | 1986年7月2日   | グッバイ・ソープガール                | 市川森一 | 堀川とんこう | 18.0%  |
| 5    | 1987年6月17日  | サザエ・ロード巡礼                    | 市川森一 | 堀川とんこう | 16.6%  |
| 6    | 1989年10月30日 | 芸者モモ子の復活                      | 市川森一 | 堀川とんこう | 14.9%  |
| 7    | 1990年12月3日  | モモ子の罪と罰 〜恋追いかけて信州路〜 | 市川森一 | 堀川とんこう | 11.5%  |
| 8    | 1997年5月26日  | 最後の審判                            | 市川森一 | 堀川とんこう | 16.2%  |

## シナリオ集
- 市川森一『聖母モモ子の夢物語』大和書房、1985年2月。ISBN 4479540296。
シリーズ1、2、3のシナリオを収録。

## 受賞歴
- 第1作 - 第37回（昭和57年/1982年度）芸術祭 テレビドラマ部門 優秀賞[7]。
- 第2作 - 第34回（昭和58年/1983年度）芸術選奨新人賞 放送部門[8]